# Уайт, Аманда
Ама́нда Уа́йт (англ. Amanda White; 15 января 1971) — канадский кинопродюсер.

## Биография
Она является продюсером и партнёром киностудии «Iam8bit» с конца 2009 года вместе с Джоном М. Гибсоном.
Уайт начала карьеру в 1996 году, работая над позже оскароносным фильмом «Умница Уилл Хантинг» вместе с продюсером Крисом Муром. После переезда из Торонто в Лос-Анджелес в 1997 году, она спродюсировала несколько короткометражных фильмов для «SundanceTV» White’s documentary producing career began in 2000 with Long Gone,. В 2000 году Уайт начала продюсировать документальные фильмы и её дебютом стал проект «Давно ушедший», которые получил несколько наград на кинофестивалях. В 2006 году она спродюсировала режиссёрский дебют Криса Мура «Теория убийства», а в 2010 году — псевдодокументальный фильм «Я всё ещё здесь» с Хоакином Фениксом в главной роли.
В 2010 году Уайт подала в суд на актёра Кейси Аффлека за сексуальное домогательство. Уайт и её коллега подали гражданский иск о сексуальных домогательствах, среди прочих требований. Дело было урегулировано.